# Nebria
Nebria är ett släkte av skalbaggar som beskrevs av Pierre André Latreille 1802. Nebria ingår i familjen jordlöpare.

## Bildgalleri

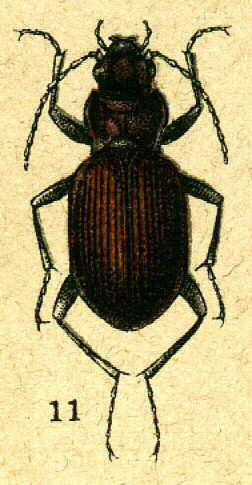
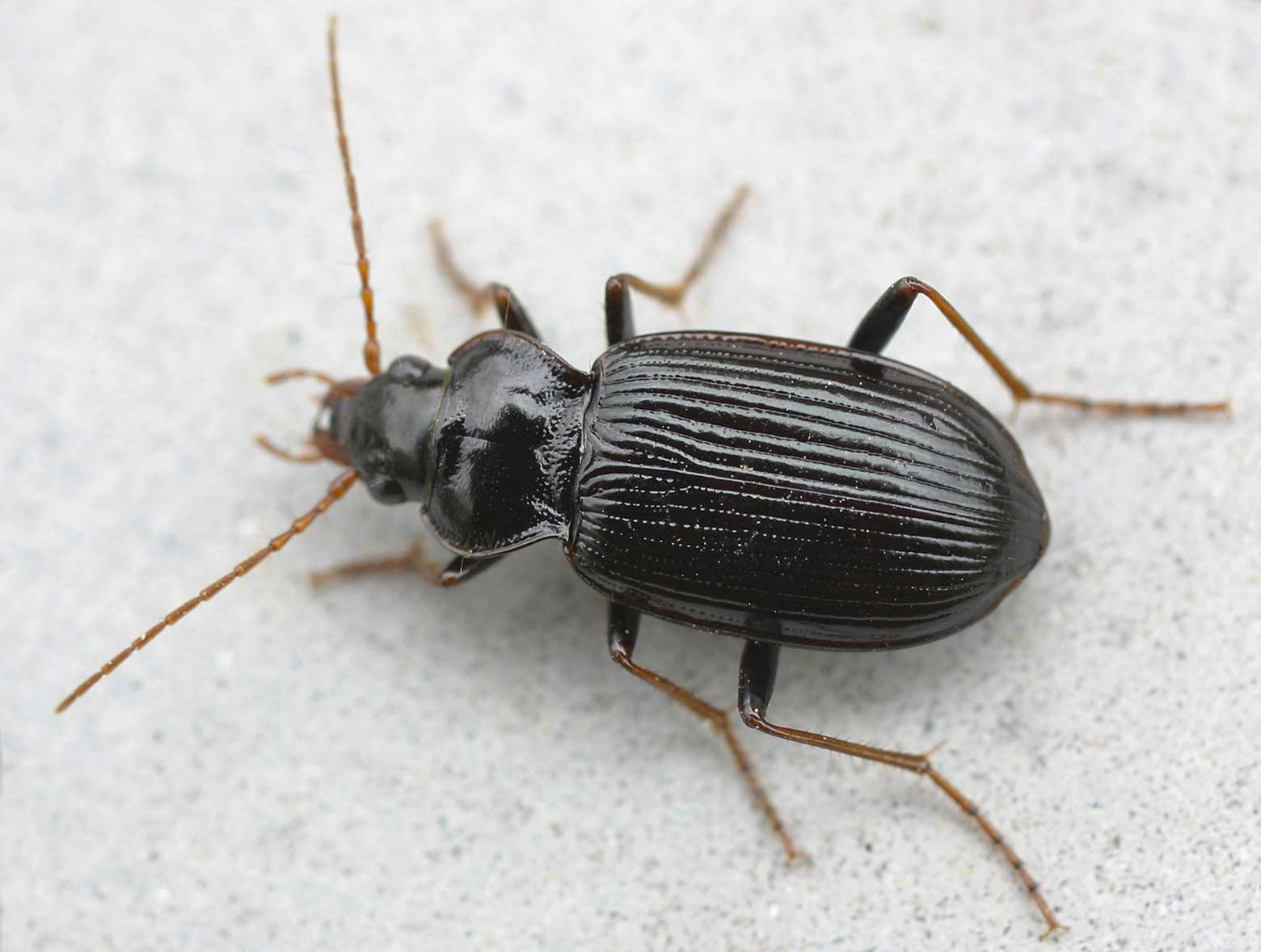
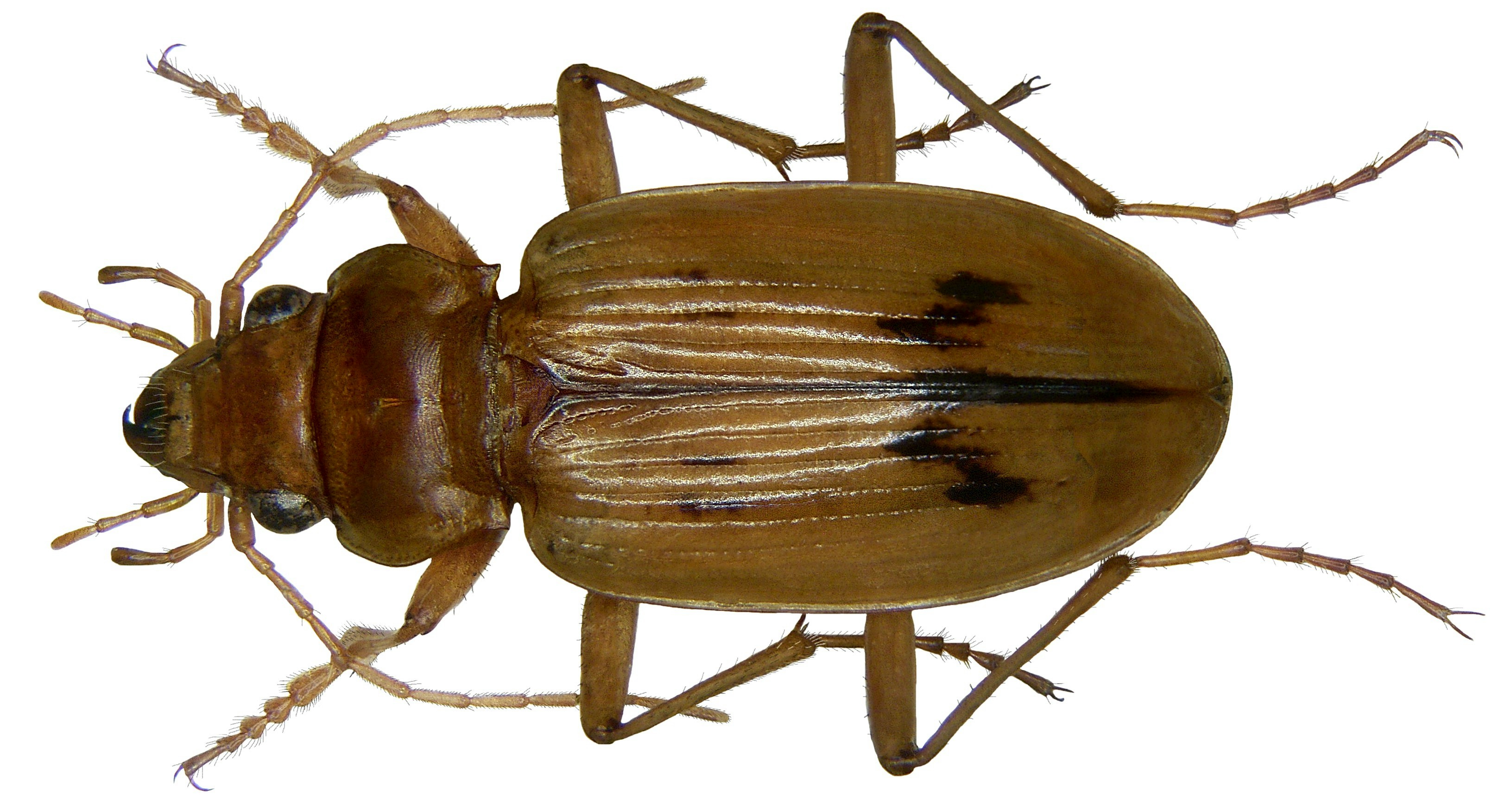
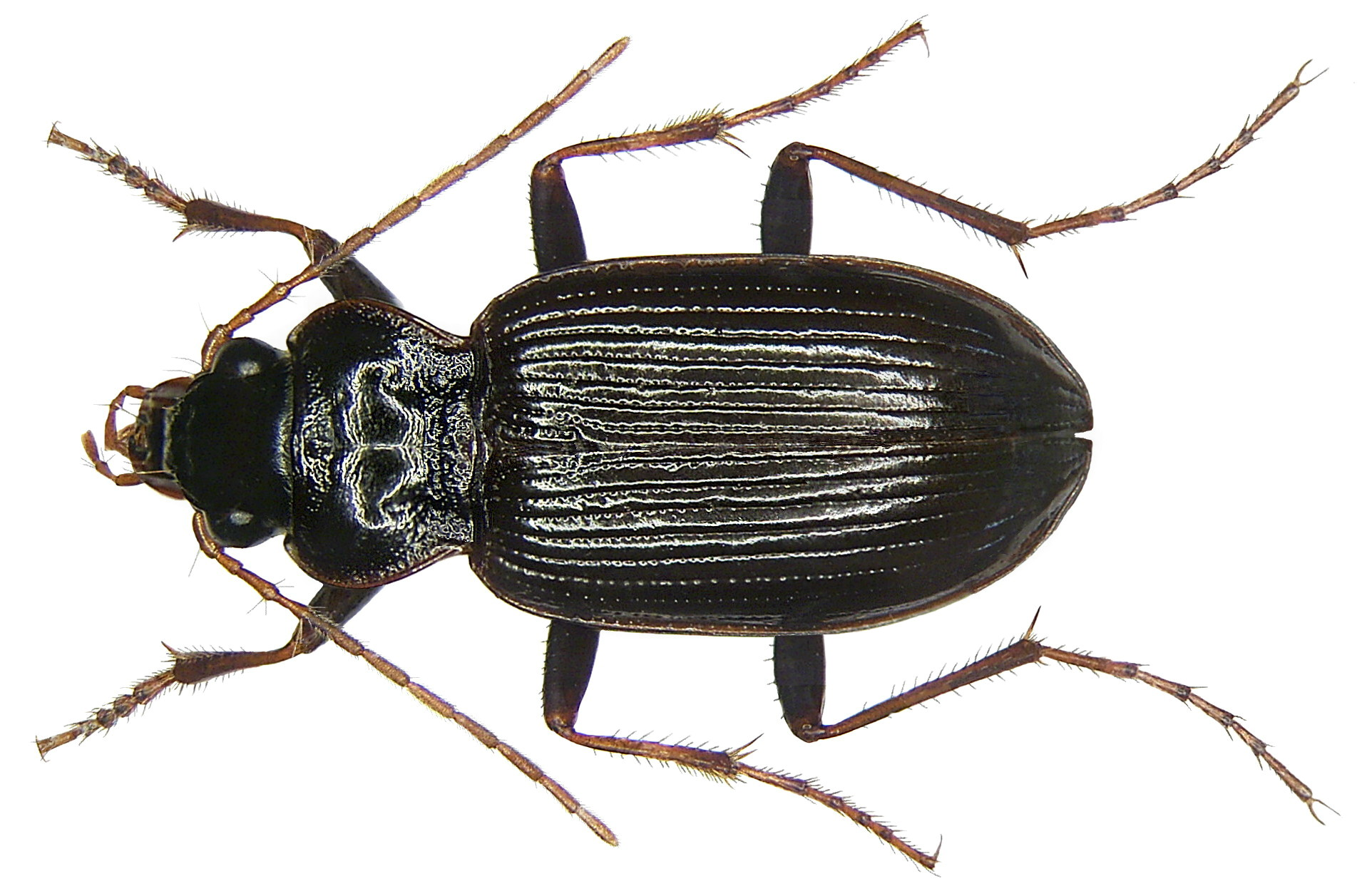
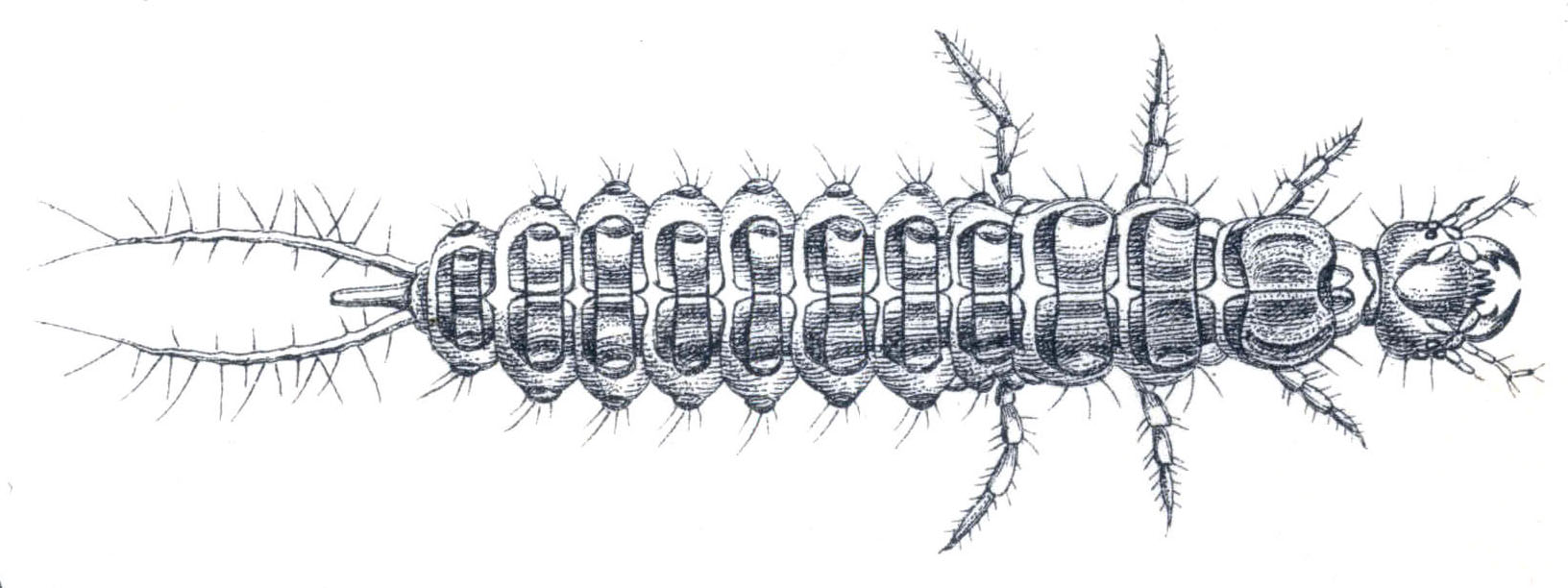
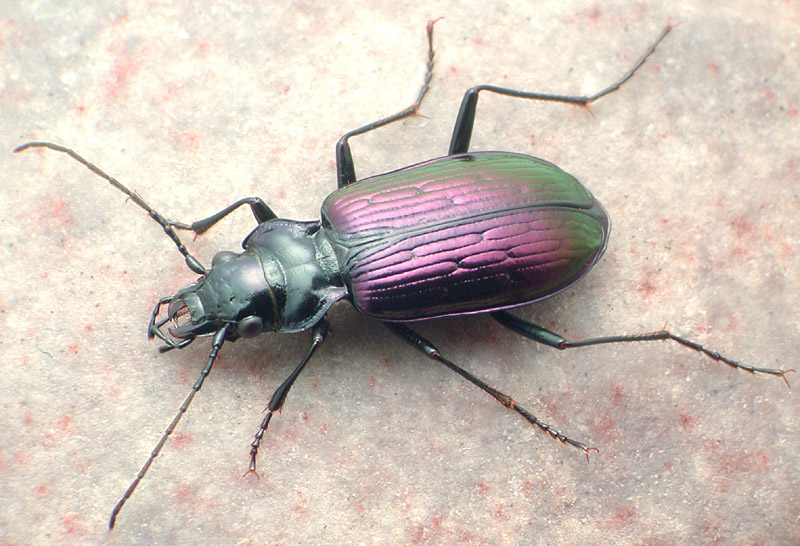

## Dottertaxa tillNebria, i alfabetisk ordning[1][2]
- Nebria acuta
- Nebria appalachia
- Nebria arkansana
- Nebria brevicollis
- Nebria charlottae
- Nebria crassicornis
- Nebria desolata
- Nebria diversa
- Nebria eschscholtzi
- Nebria fragilis
- Nebria frigida
- Nebria gebleri
- Nebria gregaria
- Nebria gyllenhali
- Nebria hudsonica
- Nebria ingens
- Nebria intermedia
- Nebria kincaidi
- Nebria lacustris
- Nebria livida
- Nebria longula
- Nebria lyelli
- Nebria mannerheimi
- Nebria meanyi
- Nebria metallica
- Nebria nivalis
- Nebria obliqua
- Nebria obtusa
- Nebria ovipennis
- Nebria pallipes
- Nebria paradisi
- Nebria piperi
- Nebria purpurata
- Nebria rathvoni
- Nebria rufescens
- Nebria sahlbergi
- Nebria salina
- Nebria schwarzi
- Nebria spatulata
- Nebria surturalis
- Nebria trifaria
- Nebria vandykei
- Nebria virescens
- Nebria zioni